# Foucaultpendel
För romanen, se Foucaults pendel (roman).

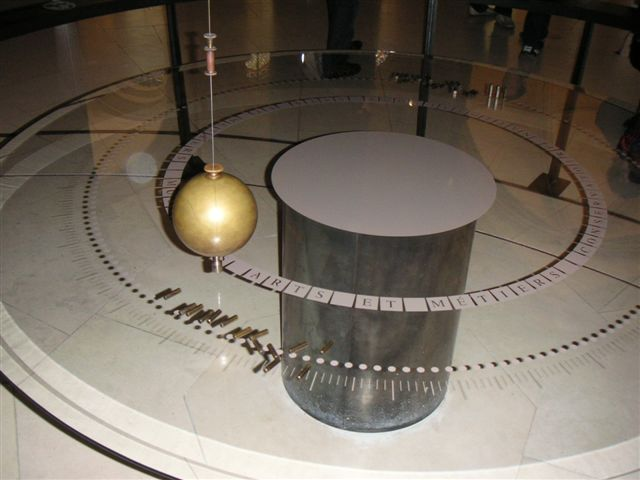
Foucaults pendel på Musée des arts et métiers i Paris.

Foucaults pendel. Notera att pendeln tycks vara upphängd på södra halvklotet, eftersom den vrider sig moturs. Notera också att pendeln återkommer till ursprungsläget redan efter 8 pendlingar. En Foucaultpendel vid Jordens sydpol återkommer till sitt utgångsläge först efter 24 timmar.

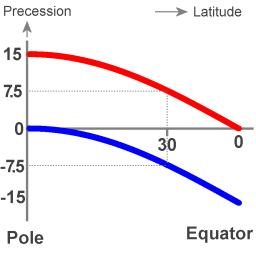
Hur pendelriktningen ändras i grader per timme.
Röd linje: Ändringen i förhållande till jordytan.
Blå linje: Ändringen i förhållande till fixstjärnorna.

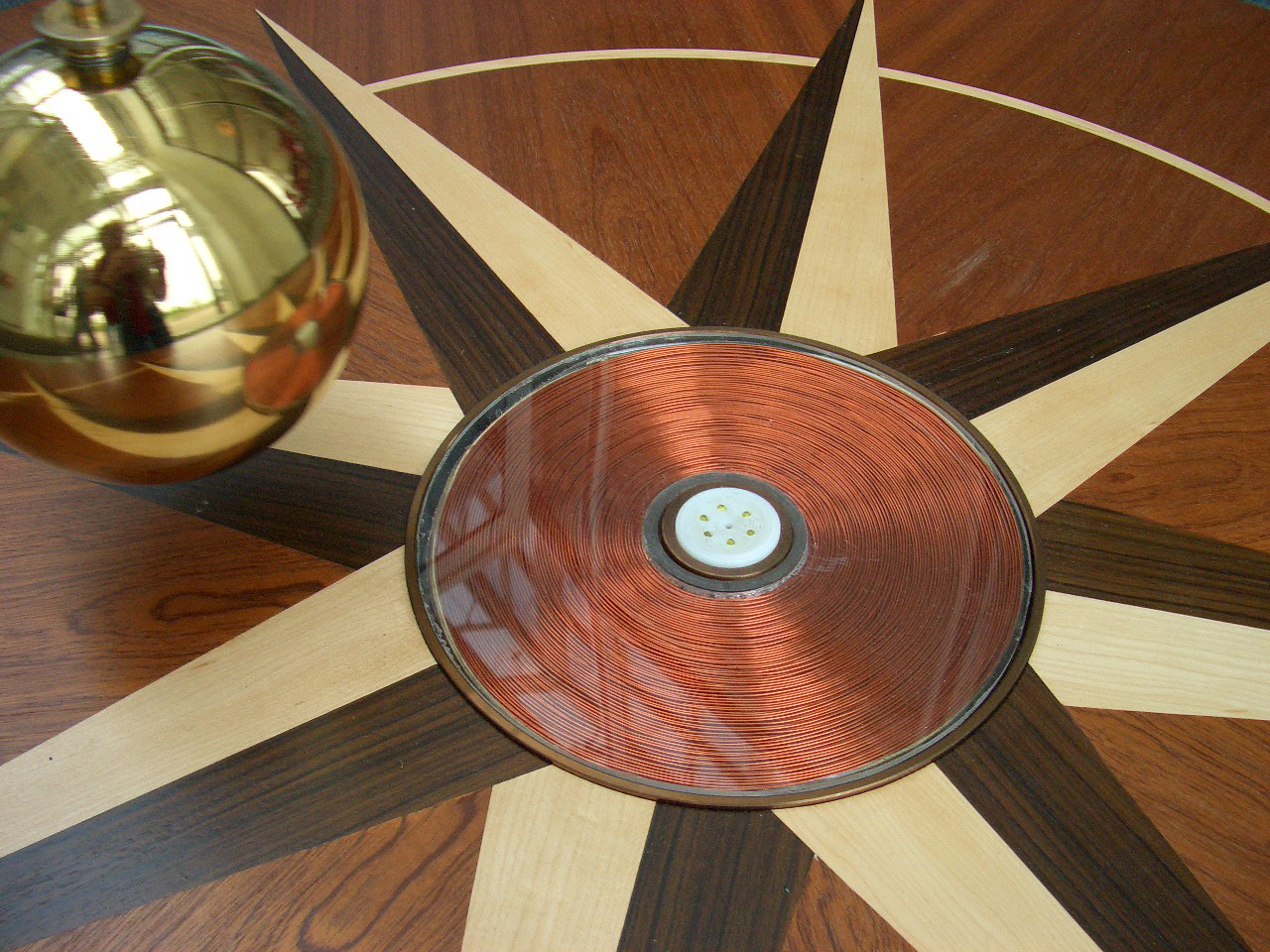
Foucaultpendeln i Motala

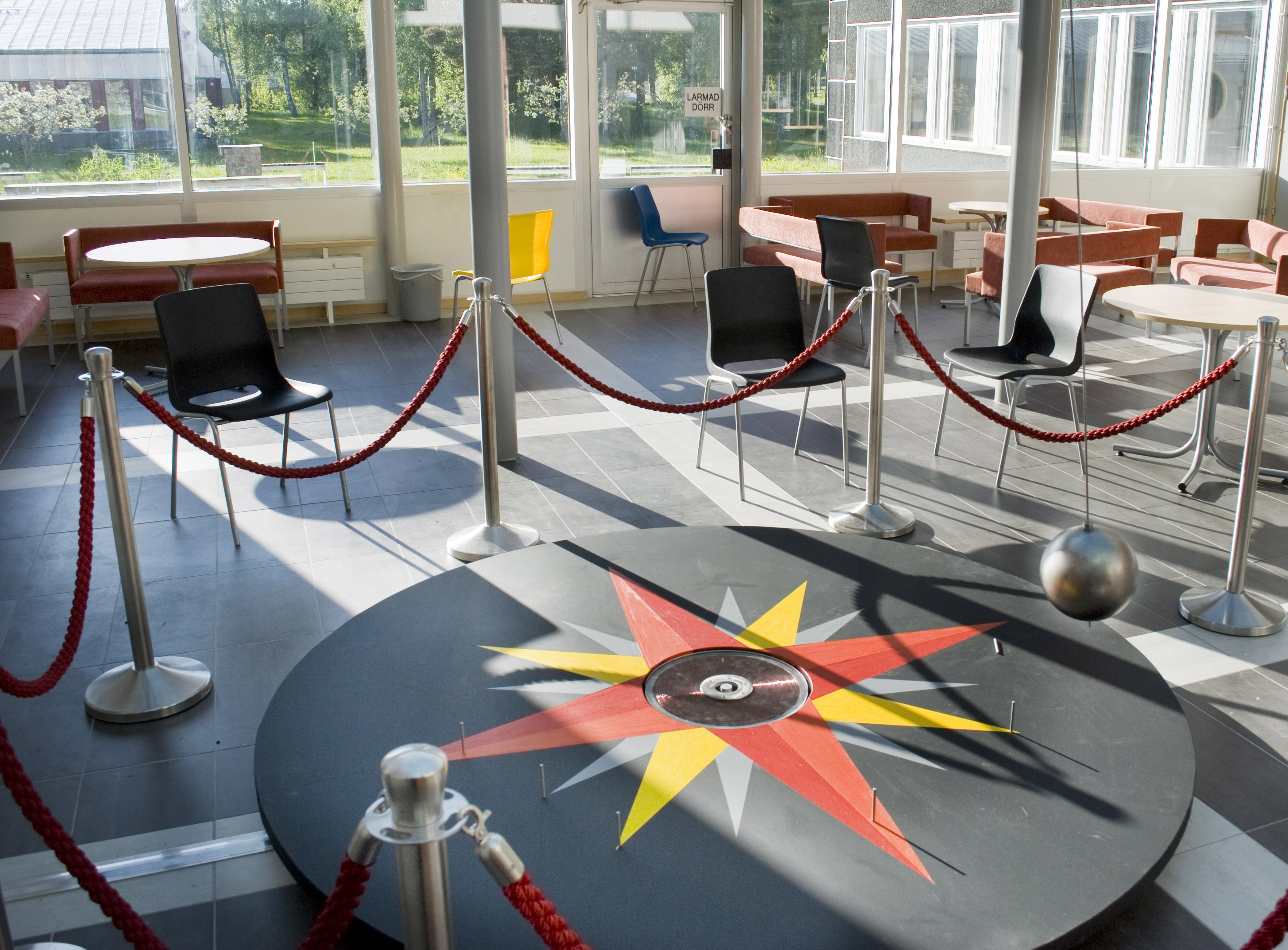
Foucaultpendeln i Sandviken

Foucaultpendel eller Foucaults pendel är en lång pendel som används för att demonstrera att jorden roterar runt sin egen axel. Denna pendeltyp är uppkallad efter den franske fysikern Léon Foucault som först konstruerade en sådan.

## Foucaults experiment
Pendeln består av en tyngd som är fäst vid en lång vajer och upphängd i ett tak eller liknande så att den kan svänga och rotera med så liten friktion som möjligt. På så sätt kan man få den att pendla i flera timmar, och efter ett tag kan man se att den inte längre rör sig i samma riktning som när den startade. Detta beror på att jorden under tiden har roterat runt sin axel, och på grund av Corioliseffekten följer pendeln inte riktigt med i denna rotation utan "dröjer kvar" mer eller mindre i den riktning den ursprungligen började svänga i.
Foucault gjorde den första offentliga demonstrationen av pendeln i februari 1851 i Meridianrummet i Parisobservatoriet, och ett par veckor senare installerades en större pendel under kupolen i Panthéon i Paris. (Den första pendeln vägde 5 kg och var upphängd i en 11 m lång vajer. Panthéon-pendeln vägde 28 kg och vajern var 67 m lång). Därmed blev experimentet känt och uppmärksammat av både vetenskapsmän och en större allmänhet. Att jorden roterar ett varv på ett dygn hade man redan sedan länge kunnat påvisa genom att observera fixstjärnornas rörelser, men Foucaults experiment var det första som på ett visuellt och lättförståeligt sätt demonstrerade denna rotation. 
I Sverige gjordes experiment med Foucaults pendel första gången på Uppsala slott 1854.

## Pendelns dynamik
Hur mycket pendeln släpar efter jordrotationen beror på vilken latitud den befinner sig på; vid de båda polerna roterar den 360 grader på ett stjärndygn i förhållande till jordytan,  medan den vid ekvatorn inte roterar alls utan fortsätter att pendla i samma riktning ur en jordbunden betraktares synpunkt. 
Det är alltså inte så att pendelriktningen alltid är oförändrad i förhållande till stjärnhimlen medan jorden roterar, vilket är en vanlig missuppfattning, utan detta är fallet bara vid nord- eller sydpolen. Vid nordpolen roterar pendelriktningen ett fullt varv medurs på ett stjärndygn (15 grader / timme) i förhållande till marken och följer alltså helt solens rörelse. Om man sedan förflyttar sig söderut så minskar rotationshastigheten successivt till noll vid ekvatorn. På södra halvklotet är rotationsriktningen moturs och hastigheten ökar på liknande sätt från noll till ett varv på knappt 24 timmar när man förflyttar sig från ekvatorn till sydpolen.
Formeln för hur mycket pendeln vrider sig på ett dygn kan härledas ur formlerna för Corioliseffekten och Newtons rörelselagar och ger för latituden {\displaystyle \Phi } rotationshastigheten {\displaystyle \omega } enligt: 
{\displaystyle \omega =360^{\circ }\sin \Phi /dygn}
Detta innebär exempelvis att pendeln på Stockholms breddgrad (59o 17') vrider sig ungefär 312o på ett dygn, dvs att det tar 27,7 h för den att vrida sig ett varv. Pendeln i Panthéon i Paris som ligger på latitud 48o 48' gjorde ett varv på 32 h 18 min.

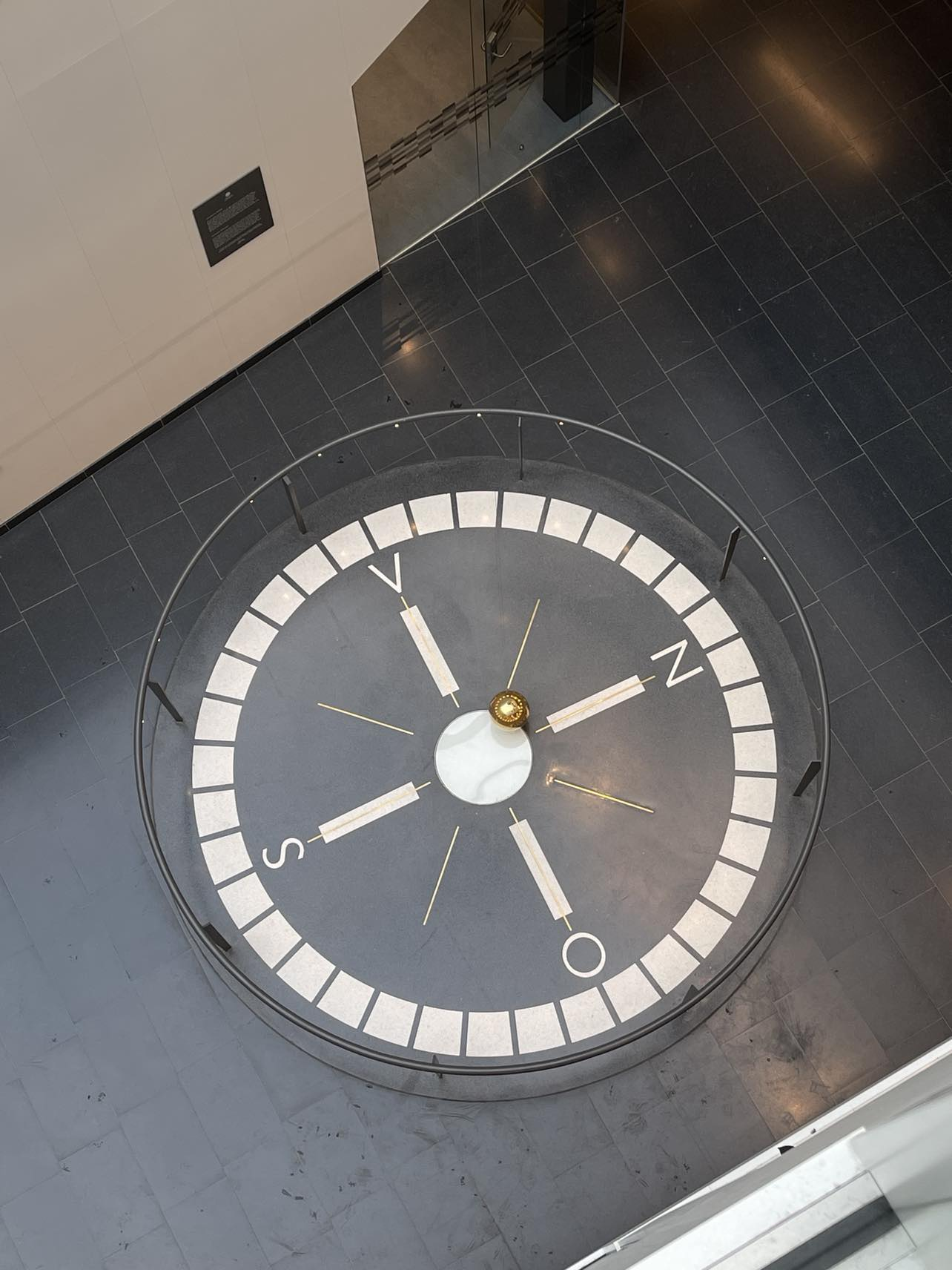
Foucaultpendeln i Uppsala

## Foucaultpendlar i Sverige
I entrén till Eon:s konferenslokaler på Nobelvägen 66 i Malmö hänger en c:a 900kg tung Focaultpendel sedan byggnaden uppfördes på tidigt 90-tal.
I entrén till Carlsund Utbildningscentrum i Motala hänger sedan maj 2007 också en Foucaultpendel.  Pendeln har en elektromagnetisk drivning, vilket innebär att pendelkulan hela tiden tillförs något litet energi så att den inte stannar.
Tre elever på Sandvikens Gymnasieskola gjorde som projektarbete 2009 en Foucaultpendel som finns upphängd i en av ljusgårdarna på Sandvikens gymnasieskola. Pendeln består av en 9 meter lång vajer och en 63 kg tung stålkula. Tre andra elever på samma skola gjorde som projektarbete året efter en elektromagnetisk drivning till samma pendel, vilket gör pendeln i Sandviken till den tredje pendeln i Sverige som pendlar oavbrutet.
I den nybyggda delen av Ångströmlaboratoriet vid Uppsala universitet finns en pendel upphängd i en 28 meter lång vajer från taket. Pendeln, som hänger i hus 10, installerades i samband med att byggnaden färdigställdes i början av mars 2022. Pendeln hålls i rörelse av en elektrisk ström under golvet, vilket ger den en kontinuerlig pendelrörelse. Kulans färg är guldig, medan vajern har en svart färg med en grå underton. Pendeln fungerar både som en konstnärlig installation och ett pedagogiskt inslag för besökare och studenter vid Ångströmlaboratoriet.